# Steinheimer Becken
Het Steinheimer Becken (Bekken van Steinheim) is een inslagkrater van een meteoriet in de Duitse gemeente Steinheim am Albuch, in de deelstaat Baden-Württemberg. Zuidelijk langs de kraterrand loopt de Bundesstraße 466. Middenin de krater ligt de plaats Steinheim am Albuch; in het meest zuidelijke gedeelte ervan het tot die gemeente behorende dorpje Sontheim. Te Sontheim staat sinds 1978 een museum dat aan de krater, zijn geologie en zijn fossielen is gewijd. Slechts 6 km ten oosten van Steinheim am Albuch ligt de stad Heidenheim an der Brenz. In die stad bevindt zich een rotsformatie, de Heidenschmiede (heidense smidse), waaronder in de Oude Steentijd, 70.000 à 50.000 jaar geleden, neandertalers hebben gewerkt. Deze mensen hebben daar veel stenen werktuigen gemaakt, waarvoor ze de grondstof in het Steinheimer Becken hadden verzameld.
De inslagkrater heeft een hoogte van tussen 503 tot 718 meter boven zeeniveau en een diameter van 3,5 km. Deze krater werd ongeveer 15 miljoen jaar geleden, tijdens het Mioceen door een meteoriet gevormd.
Aangenomen wordt dat de meteoriet een onderdeel was van een grotere meteoriet die door zijn inslag hemelsbreed 40 kilometer naar het noordoosten het  Nördlinger Ries vormde. In het midden van het kraterdal ligt de centrale piek van de meteoorkrater die Steinhirt of Klosterberg  genoemd wordt. Aan de westelijke voet van de Steinhirt ligt een zandgroeve waarin veel fossielen, vooral van slakken, worden aangetroffen. Deze fossielen zijn door veel paleontologen bestudeerd. In het kraterdal ontstond niet lang na de inslag een meer dat lang heeft bestaan. Dit voormalige meer wordt tot de langlevende meren gerekend.
Een recente wetenschappelijke studie uit 2020  concludeert, dat het Bekken van Steinheim een half miljoen jaar later is ontstaan dan het Nördlinger Ries. Dan zouden er dus, vrijwel op dezelfde plek, twee meteorieten zijn ingeslagen.

## Afbeeldingen

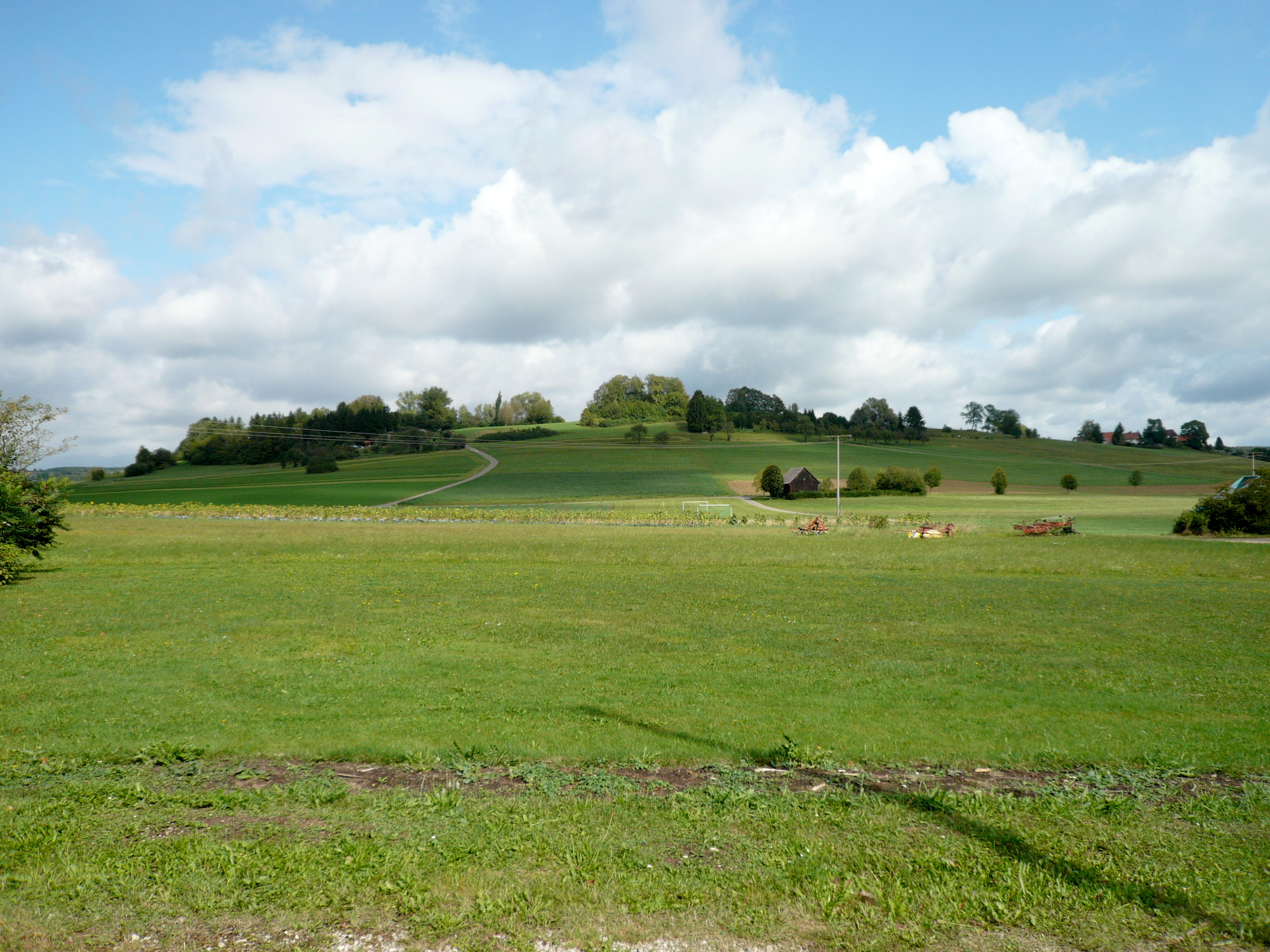
De middenberg Steinhirt in het Bekken van Steinheim
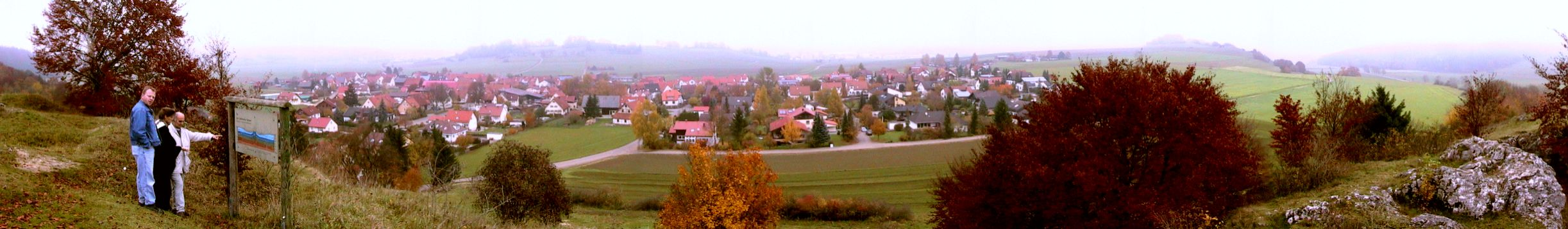
Uitzicht op de zuidelijke kraterrand van het Bekken van Steinheim. Op de achtergrond is de Steinhirt of Klosterberg te zien, de centrale bergpiek van de inslagkrater.
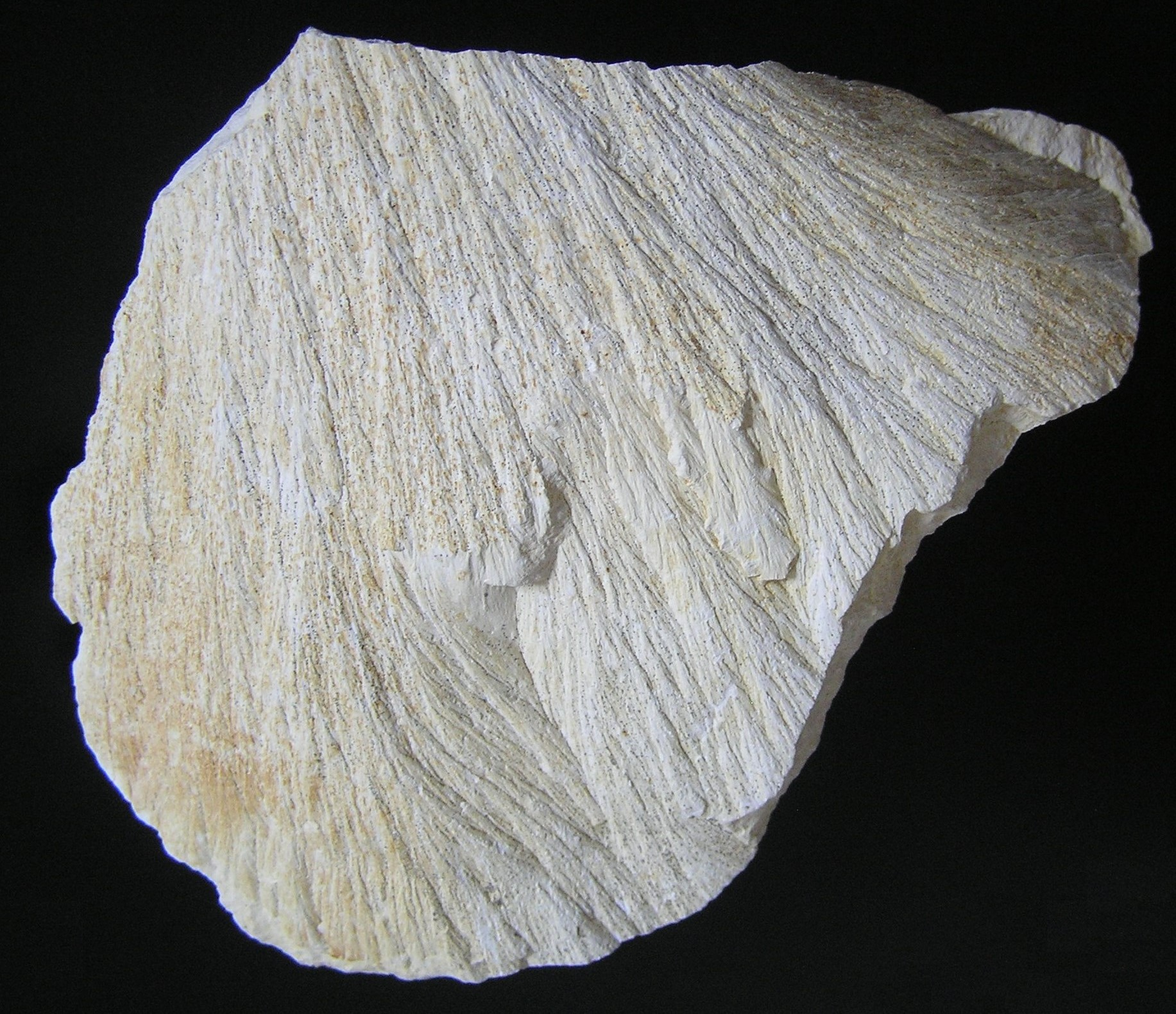
Brok kalksteen, in Duitsland Strahlenkalk genaamd, afkomstig uit het gebied
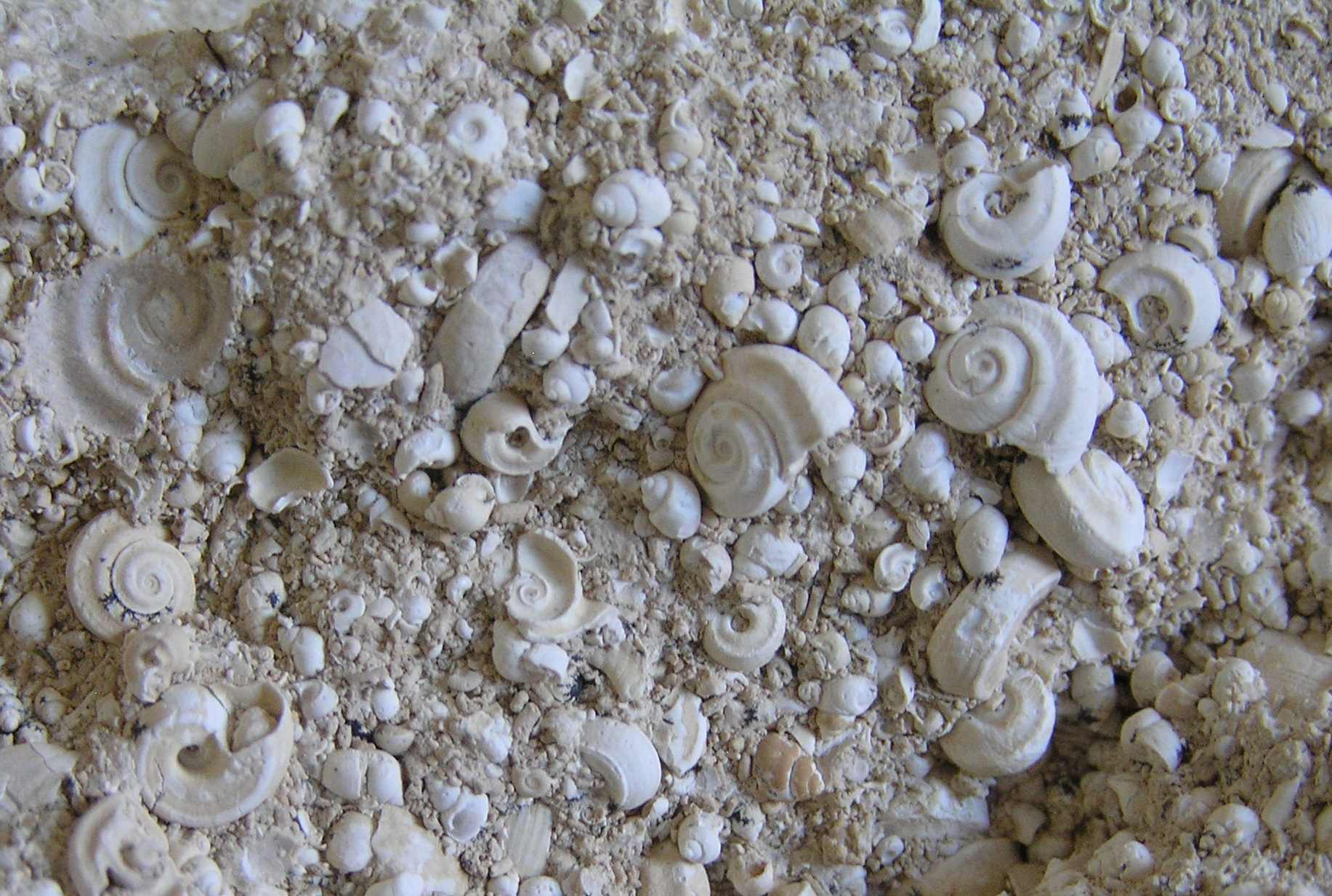
Zand met fossiele slakkenhuizen, afkomstig uit het gebied
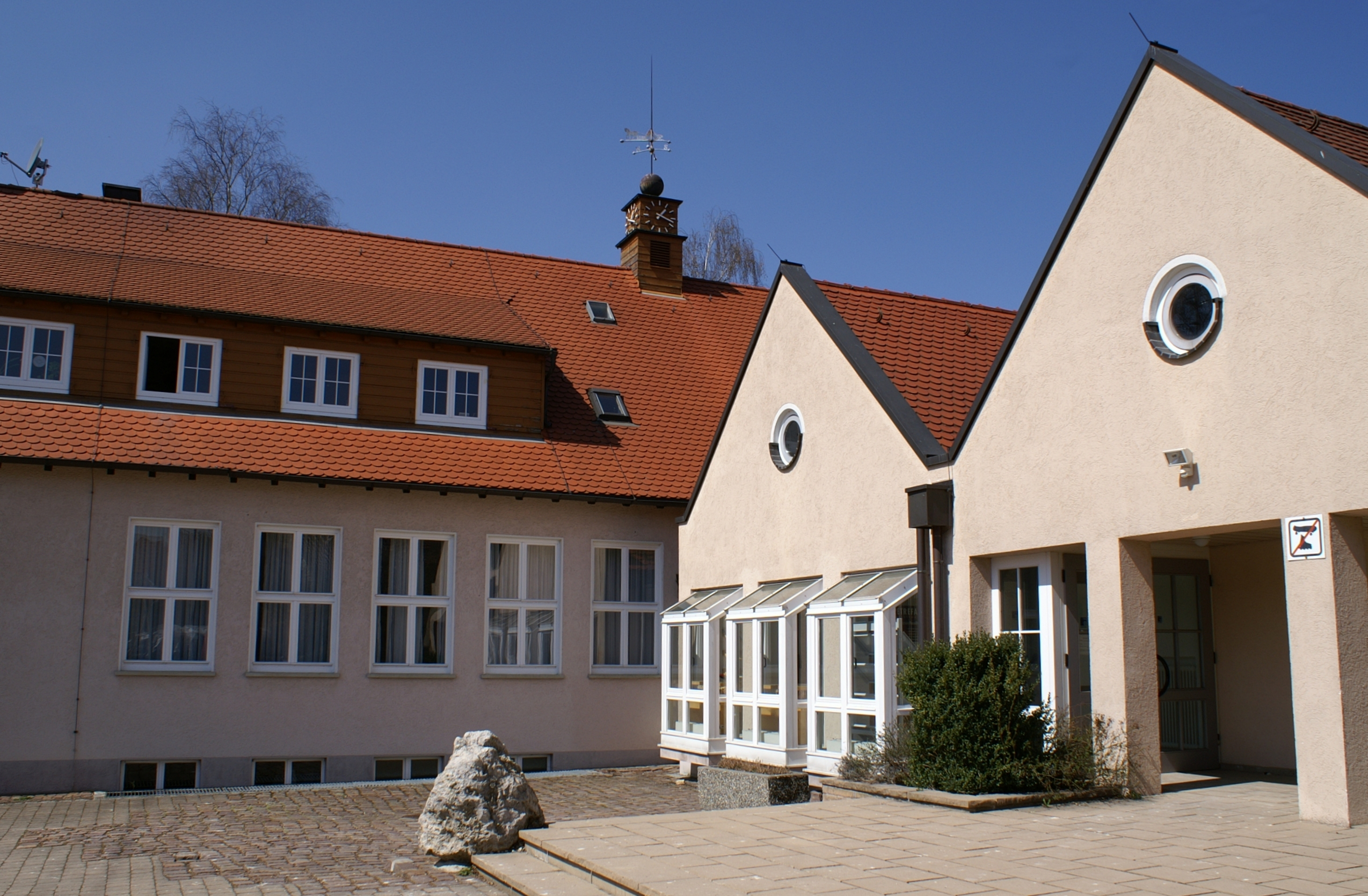
Meteoorkratermuseum te Sontheim, gem. Steinheim am Albuch
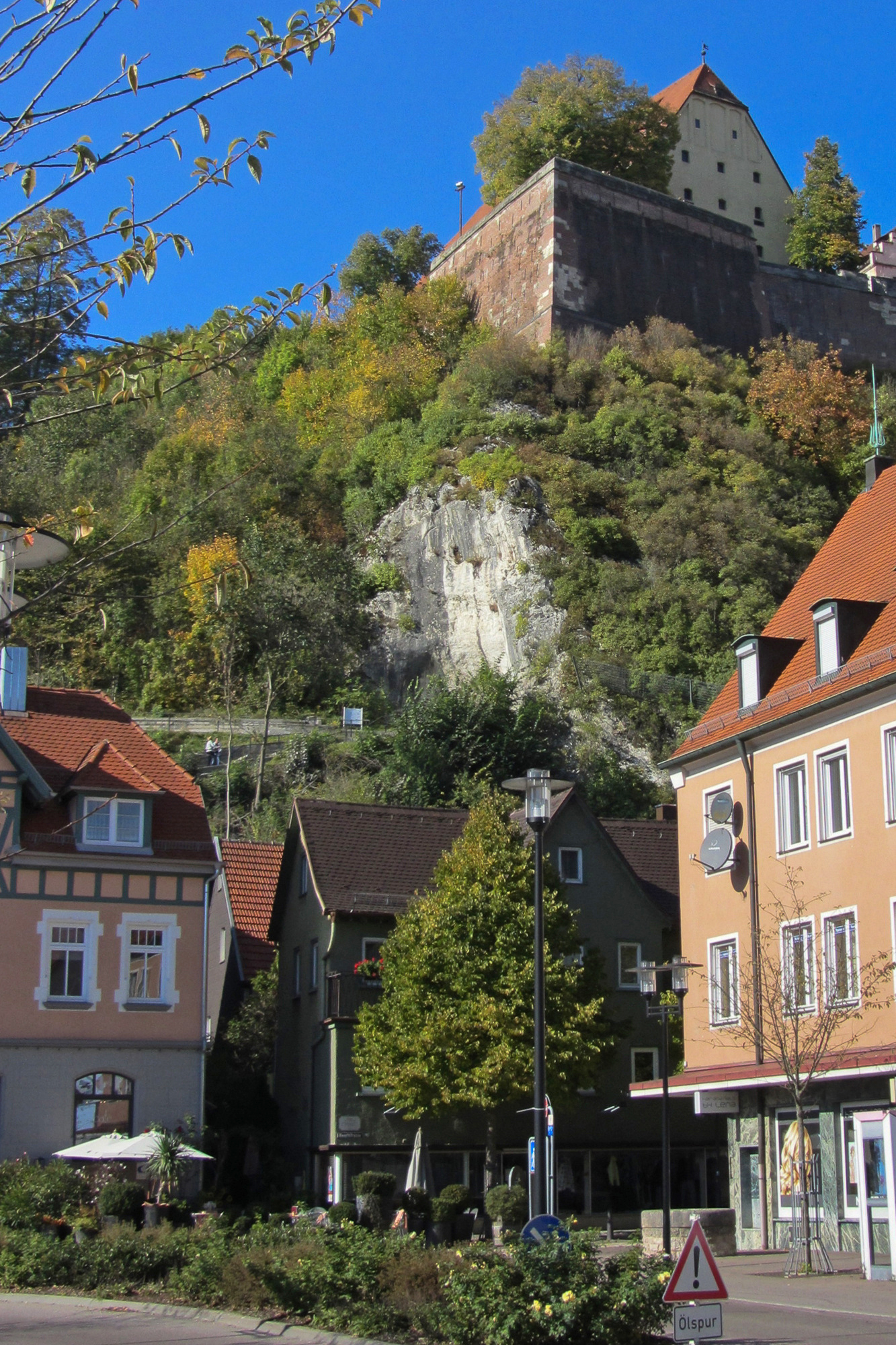
Heidenschmiede te Heidenheim